# Ятрань
Ятра́нь (укр. Ятрань) — река на территории Украины, правый приток реки Синюхи. Бассейн Южного Буга. Длина 104 км. Площадь водосборного бассейна 2170 км². Уклон 1,3 м/км. Высота устья — 87,2 м над уровнем моря. В верхней части представляет собой овраг, в среднем течении расширяется до 20 м. Пойма шириной до 800 м, покрыта густой растительностью. Есть выходы скальных пород. Русло очень извилистое, на отдельных участках каменистое, шириной 15—20 м. Используется для выработки электроэнергии (ГЭС), для водоснабжения и орошения.
Берёт начало около с. Томашовка. Течет по Приднепровской возвышенности и соседней части Причерноморской низменности на территории Уманского района Черкасской области, Голованевского и Новоархангельского районов Кировоградской области. Построены водохранилища, пруды, несколько малых ГЭС (часть из которых разрушена).
В бассейне Ятрани находится дендропарк «Софиевка».